# Ferences világi rend
A Ferences Világi Rend (latinul Ordo Franciscanus Saecularis; OFS) egy katolikus lelkiségi mozgalom, a ferences rend egyik ága, de nem tartozik a Ferences Első Rend (a ferences férfi szerzetesek rendje) alá, vezetői nem a ferences atyák, hanem világiak, önálló belső felépítéssel, önálló római székhellyel bír.

## Története
Assisi Szent Ferenc életének eszményéhez és mintájához kötődik a „Ferences Család” alapítása, mely három „rend” közösségében és egymásrautaltságában mutatkozik meg.
1. Szent Ferenc a hozzá csatlakozó férfiakból kialakuló közösség számára Regulát írt, és együtt zarándokoltak el Rómába, hogy a pápától jóváhagyást kérjenek. Összesen három Regulát írt, az elsőnek nyoma veszett, az utolsó nyert jóváhagyást 1223-ban pápai bulla által. Ez a Ferences Első Rend, a férfiak rendje, amelynek ma több ága van. (OFM – Ordo Fratrum Minorum – Kisebb Testvérek Rendje vagy ferencesek, OFMConv – minoriták, OFMCap – kapucinusok, stb.)
2. Ferenc nagy hatással volt Assisi Szent Klárára, aki a Klarisszák rendjének, másként mondva, a „ferences második rendnek” alapítója.
3. Ferencnek a világi hívekhez írt levele lett alapja a „Harmadik Rend” (nem harmadrend!) életformájának (1221). Ez a „regula” (szabályzat) a Memoriale Propositi. Nem sorolhatjuk Szent Ferenc művei közé, mert végső kidolgozása Hugolino bíboros munkája. Ferenc közvetett módon, alapgondolataiban határozta meg a szabályzatot: egyszerű öltözködés, mérsékelt böjt, „egyék, amit eléjük adnak” (szemben a katarokkal, akik húst azért nem ettek, mert az bűnös testi érintkezésből származott), a zsolozsma, a betegek gondozása, felhívás a megtérésre, ima a halottakért és a békéért. 1284-ben F. Caro ferences vizitátor regulává szerkesztette át a Memoriale Propositit, melyet IV. Miklós pápa 1289-ben hagyott jóvá, és a Supra Montem kezdetű bullájával kötelező érvényűvé tette. Ez a szabályzat XIII. Leó pápa 1883-ban kiadott új regulájáig volt érvényben. E regula képezte az ún. „Szabályozott harmadik rendek” (Tertius Ordo Regularis – TOR) szabályzatainak alapját is. Megújított regulájukat VI. Pál pápa 1978-ban hagyta jóvá.

Magyarországon a Ferences Világi Rend történeti hagyományai rendkívül erősek. A ferences plébániákon és körzeteikben mindenütt működtek közösségek. 1942-ben 245 csoportban 26 000 tagja volt a rendházak mellett, 1949-ben a Kapisztrán provincia 24 rendházának körzetében 12 361, a Mariánus provincia 25 rendházának körzetében 12 650 tagja volt. A Ferences Világi Rendet 1950-ben az állam betiltotta, újjászerveződése 1989. február 3-ára, a magyarországi lelkiségi mozgalmak első országos konferenciájára tehető.

## Regulájuk
A II. vatikáni zsinatot követően a ferences család négy férfi ága tízéves munkával és kutatással, a zsinat útmutatásai figyelembe vételével olyan regulát dolgozott ki, amely visszatér a forrásokhoz. Ily módon az elkészült regula nem új, hanem Regola rinnovata, azaz megújított regula, amit VI. Pál pápa hagyott jóvá, és megerősítette „Seraphicus Patriarcha” körlevelével 1978. június 24-én. E levéllel egyúttal érvénytelenítette a Szent Ferenc III. Rendje Reguláját. A megújított Regula a zsinat szellemében visszatér az eredeti forrásokhoz, ugyanakkor figyelembe veszi a mai kor emberének életkörülményeit és gondolkodását: a XIII. Leó-féle Regula több külsőséges megszorítást tartalmazott (milyen ruhát viseljenek, színház és bálok látogatásának megszorítása, böjt stb.), ezzel szemben a jelenleg érvényben lévő Regula inkább lelki tartalmú (gyakori szentségekhez járulás, a Szentírás tanulmányozása-olvasása, gyakori részvétel szentmisén, zsolozsma imádkozása stb.) kitételeket tartalmaz. Az új regula nem helyi, hanem nemzetközi alapon, egyetlen rendként szervezi a Ferences Világi Rendet, vezetői nem a ferences atyák, hanem világiak, a tagok életében a hangsúly az áhítatgyakorlatokról a közösségi, apostoli életre helyeződik át, és a használt nyelvezet a szerzetesi helyett a világi keresztényé lett. A rend hivatalos elnevezése „Ferences Világi Rend” lett. Magyarországon 1992-ben jelent meg az új regula Vatikánban jóváhagyott hivatalos fordítása. Ennek alapján, az addig illegalitásban működő csoportok hivatalosan is megkezdték működésüket.
A korábbi Regula szerint a Harmadrend a Ferences Első Rend alá tartozott, vezetői első rendi szerzetesek voltak, és szervezetileg is a ferences rendtartományok belső felépítése szerint épültek ki. Ennek az volt a folyománya, hogy a helyi testvéri közösségek nem alkottak egységet, sőt, formailag nem is voltak kapcsolatban egymással. A megújított Regula szerint a Világi Rend önálló belső felépítéssel, önálló római székhellyel bír. Így lényegéhez tartozik, hogy ne csak az egyes közösségeken belül, hanem a közösségek között is kapcsolatok épüljenek ki. A ferences első rendek viszonya a Ferences Világi Rendhez abban áll, hogy lelki asszisztenciát nyújtanak nekik: segítségükre vannak a közösségépítésben, az új tagok képzésében, szükség szerint lelkivezetésben és szentségi szolgálatban. A Ferences Világi Rend égi pártfogója Árpád-házi Szent Erzsébet, aki maga is tagja volt.
A Regula megvalósításának, gyakorlatba vitelének irányelveit mutatják meg az Általános Konstitúciók, ami a Megszentelt Élet Társaságainak és az Apostoli Élet Társaságainak Kongregációja által jóváhagyottan véglegessé vált. II. János Pál pápa 2000. december 8-i aláírásával kötelező érvényű lett. A Ferences Világi Rend Nemzetközi Tanácsának Elnöksége 2001. február 6-án kihirdette és adta használatra.

## Létszáma
Ma a világban a Harmadik Rend a legelterjedtebb, tagjai a Föld mind az 5 földrészén megtalálhatók. Összesen mintegy 420 000 örökfogadalmas testvér tartozik a közösséghez. Magyarországon jelenleg 42 közösségben mintegy 450 testvér és nővér él.

## Lelkisége
A tagok lehetőleg naponta olvassák a Szentírást, elmélkednek szavain, és igyekeznek életüket hozzá mérni. Lelkiségük része az Oltáriszentség tisztelete, a szemlélődés és az imádkozás, a zsolozsma imádkozása (közösségben is), és az egyházközségben végzett különböző szolgálatok. Naponta tartanak lelkiismeret-vizsgálatot és a rendszeresen végeznek szentgyónást.
Szolidaritást vállalnak a szegényekkel. Igyekeznek egyszerűen (nem fényűzően) élni, hogy anyagi javaikat jobban meg tudják osztani a leginkább szükséget szenvedőkkel. Határozottan állást foglalnak a fogyasztói szemlélettel, valamint az olyan ideológiákkal és gyakorlatokkal szemben, amelyek a gazdagságot a vallási és emberi értékek elé helyezik, és amelyek megengedik az ember kizsákmányolását.
Fontos része életüknek a közösség és a közösségben végzett lelkigyakorlat, melyet a helyi közösségek maguk szerveznek meg. A helyi közösségek tagjai rendszeresen, havonta többször is (van, ahol hetenként) találkoznak. Ilyenkor van alkalom együtt imádkozásra, képzésre, a Szentírás tanulmányozására és átelmélkedésére, valamint örömeik-gondjaik megosztására. Évről évre rendszeres találkozók, képzések, táborok adnak alkalmat az egymástól földrajzilag távolabb élő tagok találkozásának. A rendben a családi élet, a házasság a legfontosabb, hiszen a katolikus hit szerint szentség. Ezért kiemelten fontos számukra a gyermekek keresztény nevelése, hitük alapjainak átadása.
Regulájuk kiemeli a munka értékét. A társadalom mindennapi problémáiban, megoldásaiban is tevékeny és hatékony elkötelezettséget vállalnak, adottságaik szerint, akár a politika területén is. Természetesen csak olyan területen és olyan témában vállalhatnak részt a nyilvánosság előtt, ami hitükkel és világi rendi hivatásukkal összeegyeztethető.
A tagokat folyamatosan képzik, ami segíti őket az Evangélium tanításának adott korhoz illeszkedő gyakorlati megélésében. Képzési levelük, a Forma Minorum ehhez ad segítséget: igyekszik egyensúlyt teremteni a biblikus, patrisztikus, zsinati, pápai, teológiai, filozófiai és a Ferences Világi Rend történelmét-történetét is feltáró témákban. A Ferences Világi Rend folyamatosan a képzés nehézségeit legyőzve próbál megújulni.

## Szervezeti felépítésük
A helyi testvéri közösségek 3 évente választják meg a többnyire 5 tagú Helyi Tanácsot. Általában legalább 5 helyi közösség alkot egy nagyobb egységet, melyet a Regionális Tanács irányít. E fölött áll az Országos Tanács. Az országos közösségek munkáját a Nemzetközi Tanács hangolja össze, és egy Nemzetközi Elnökség vezeti.

## Tagjaik
A rendhez tartozás érvényes feltétele a katolikus hit megvallása, az Egyházzal való egység, ha házas, rendezett szentségi házassága legyen, és ne legyen elkötelezve véglegesen más szerzetesi intézményben, vagy a megszentelt élet egy másik intézményében. A közösség tagjai különböző életállapotú (családos vagy egyedülálló), többnyire a civil társadalomban élő és dolgozó emberek, de tagok lehetnek egyházmegyés papok is. SzentXXIII. János pápa, IV. Miklós pápa, Szent X. Piusz pápa és XV. Benedek pápa is a rend tagja volt.
A rendbe való belépés az ismerkedéssel kezdődik. Ezt követi a rendbe való befogadás, majd a legalább 1 éves kezdeti képzés más néven újoncképzés, noviciátus. Ezután a helyi közösség tanácsának jóváhagyása után, a jelölt többnyire egyéves fogadalmat tesz. Ennek letelte után végleges fogadalmat, az evangéliumi életre tett, életre szóló ígéret következik. Ezzel válik a rend teljes jogú tagjává.